# Ramón Margalef (2011)
El Ramón Margalef es un buque oceanográfico operado por el Instituto Español de Oceanografía, que fue botado el 21 de febrero de 2011 y que entró en servicio en septiembre de 2012. Es el primero de los dos buques de su clase, su gemelo, el  Ángeles Alvariño entró en servicio en julio de 2012. Recibe su nombre en honor a Ramón Margalef.

## Características
Tiene una eslora de 46 m, una manga de 10,5 m y un calado de 4 m, la característica proa del buque es de tipo finlandés. Para su propulsión, cuenta con tres alternadores diésel con una potencia de 1040 hp cada uno de ellos, que activan dos motores eléctricos de 900 kW cada uno de ellos, para casos de emergencia, dispone de otro alternador más, así como de un quinto alternador de 274 hp para dar servicio eléctrico al buque cuando se encuentra en puerto. Está calificado como un barco limpio y sin ruido. 
Está dotado de quilla retráctil en la que tiene dispuesta sondas y cámaras, así como de una escotilla desde la que se controla un robot no tripulado. Su autonomía es de 10 días y cuenta con espacio para 11 investigadores y técnicos y 12 tripulantes. Su diseño le permite emitir niveles muy bajos de ruido al agua, lo cual permite que su navegación no afecte al comportamiento de la fauna marina en sus alrededores

## Construcción
Fue construido en los astilleros de vigo Armon, donde fue botado el  21 de febrero de 2011 en presencia de la entonces ministra de ciencia e innovación Cristina Garmendia. La madrina del buque fue  Rosalía Mera, presidenta de la fundación Paideia Galiza. El buque fue diseñado y comenzó su construcción en Astilleros M. Cies. Después del cierre de este Astillero el buque fue transferido a Astilleros Armón en un estado muy avanzado de construcción y estando buque a flote.

## Historial
El Ramón Margalef participó en la vigilancia de la erupción submarina de El Hierro de 2011 para estudiar sus consecuencias, así como para cartografiar el cono volcánico.
Entró en aguas reclamadas por Gibraltar para investigar los efectos del  lanzamiento de bloques de hormigón y piedras de cantera en los ecosistemas marinos a petición de la Fiscalía General del Estado, provocando que el embajador de España en Reino Unido, fuera llamado a consulta en Londres.